# 小行星3526
小行星3526（英語：3526 Jeffbell）是一颗围绕太阳公转的小行星。1984年2月5日，愛德華·鮑威爾在可可尼诺县发现了此天体。
这颗小行星的绝对星等为244.8470369028889等。
小行星以美著名電視劇製作人杰弗裡·傑克遜·貝爾（Jeffrey Jackson Bell 暱稱 Jeff Bell 杰弗·貝爾）命名